# Festival panafricain de musique
Le Festival panafricain de musique (FESPAM), créé en 1996 à Brazzaville en république du Congo, est une grande manifestation culturelle et scientifique biennale dédiée à la célébration, la promotion et la valorisation de la musique africaine dans toutes ses dimensions : traditionnelle, moderne et religieuse, il se tient principalement à Brazzaville et rassemble des artistes, professionnels et amateurs de musique africaine du continent et de la diaspora.

## Historique
L'idée du Festival panafricain de musique (FESPAM) trouve ses racines dans les aspirations des pères fondateurs de l'Afrique indépendante qui, dès les années 1950, souhaitaient affirmer la présence et l'identité africaine à travers la culture et les arts. Les États généraux de la culture africaine à Paris (1956) et Rome (1959) avaient déjà posé les bases de cette ambition, donnant corps au concept d’un festival culturel panafricain.
En 1966, le Festival Mondial des Arts Nègres organisé à Dakar par Léopold Sédar Senghor a démontré l'importance d’une manifestation panafricaine culturelle, suivi par un autre grand rendez-vous à Alger en 1969. Ces événements ont révélé la complexité et la nécessité d'un festival dédié spécifiquement à la musique africaine. En 1976, l’Organisation de l'unité africaine (OUA), ancêtre de l’Union africaine, a officiellement décidé d’organiser un festival thématique dédié à la musique, insistant sur sa triple dimension : traditionnelle, moderne et religieuse.
Le FESPAM est une grande manifestation culturelle et scientifique biennale créée en 1996, afin de célébrer et promouvoir la musique africaine dans ses dimensions traditionnelle, moderne et religieuse. Il se déroule principalement à Brazzaville, en république du Congo, et rassemble artistes, chercheurs, professionnels de la musique et mélomanes venus d’Afrique et de sa diaspora.

## Caractéristiques du festival

### Objectifs
Le Festival panafricain de musique (FESPAM) a pour objectif principal de promouvoir et valoriser la musique africaine dans ses dimensions traditionnelle, moderne et religieuse. Il vise également à faciliter l’intégration culturelle africaine en encourageant les échanges entre musiciens et publics de différentes régions du continent. Par ailleurs, le festival s’engage dans la préservation du patrimoine musical africain, contribuant ainsi à sa transmission aux générations futures et à la reconnaissance de la diversité culturelle africaine{{.

### Participation
Le FESPAM rassemble des artistes africains, ethnologues, musiciens, chercheurs, médias, partenaires et spectateurs venus de toute l’Afrique ainsi que de sa diaspora. Cette diversité de participants reflète l’ambition du festival de promouvoir la musique africaine sous toutes ses formes tout en favorisant les échanges culturels et scientifiques autour du patrimoine musical africain. Le FESPAM constitue ainsi un carrefour d’expression artistique et un lieu d’études ethnomusicologiques, attirant un large public et de nombreux professionnels du continent et de la diaspora.

### Impact socio-culturel
Le FESPAM a un impact socio-culturel significatif en Afrique. Il joue un rôle clé dans la valorisation des patrimoines musicaux africains en mettant en lumière la diversité des styles et traditions musicales du continent. Le festival favorise la transmission intergénérationnelle des savoirs musicaux en réunissant des artistes de différentes générations, ce qui permet de préserver et renouveler les héritages culturels.
Le Festival panafricain de musique, contribue au rayonnement international des musiques africaines en offrant une plateforme aux artistes pour se faire connaître au-delà des frontières africaines, renforçant ainsi la reconnaissance et la diffusion de la musique africaine dans le monde. Ce festival constitue également un lieu d’échanges culturels et sociaux qui favorisent la cohésion et l’identité panafricaine..

## Programmations artistiques au Fespam

### 1996:1reédition - Fespam 1
Le Festival panafricain de musique (Fespam) voit sa première édition se tenir en 1996 au Congo. Cet événement a réuni des artistes venus de différentes nationalités à travers le monde. Les autorités congolaises ont mobilisé des moyens importants pour accueillir ces invités, notamment en aménageant les dortoirs de l’Université Marien-Ngouabi. Un protocole d’accueil spécifique avait été mis en place pour les délégations étrangères, incluant leur prise en charge dès l’aéroport[réf. souhaitée].
La population congolaise a participé activement aux spectacles, qui se sont déroulés aussi bien dans des lieux fermés que dans des espaces publics en plein air, tels que les ronds-points et les mairies. Malgré le succès notable des premières éditions, les éditions suivantes n’ont pas rencontré le même enthousiasme ni la même portée populaire. Le Fespam reste néanmoins un événement culturel majeur, dont la réception future suscite des interrogations quant à son maintien dans la tradition des débuts.

### 1998:2eédition - Fespam 2
Cette édition consolide la notoriété du festival, avec une intégration progressive de davantage d’artistes et d’activités culturelles. Le festival devient un lieu d’échange et de promotion de la culture musicale africaine, avec environ 1 200 artistes venant de plus de 20 pays, soutenu notamment par l’Organisation de l’unité africaine (OUA) et l’UNESCO.

### 2001:3eédition - Fespam 3
Le festival prend son envol avec près de 25 délégations nationales et plus de 2 600 festivaliers. Le thème « Mille tambours à l’unisson pour une Afrique sans frontières » souligne la diversité des rythmes africains et l’importance de la diaspora. Cette édition marque une affirmation forte de la dimension panafricaine du FESPAM.

### 2003-2007:4e,5eet6eédition - Fespam 4, 5 et 6
Pendant cette période, le festival gagne en popularité, malgré des critiques concernant son organisation. Il accueille environ 800 artistes et 3 000 participants, avec la présence de grandes vedettes africaines telles que Manu Dibango, Youssou Ndour, Koffi Olomidé et Brenda Fassie. Ces éditions confortent le FESPAM comme un rendez-vous musical populaire avec une forte participation publique,.

### 2009:7eédition - Fespam 7
La 7e édition du Festival panafricain de musique (FESPAM) s’est déroulée à Brazzaville, république du Congo, du 3 au 7 août 2009. Inaugurée par le chef de l’État congolais Denis Sassou Nguesso, cette édition a rassemblé des dizaines de groupes et musiciens venus de plusieurs pays africains, tels que le Cameroun, la Guinée équatoriale, l’Égypte, la Côte d’Ivoire, la république démocratique du Congo, l’Angola et l’Afrique du Sud.
Le thème central de cette édition était « Les musiques africaines à la croisée des chemins », abordant notamment les défis de la mondialisation pour les musiques africaines. Un symposium s’est tenu en marge du festival, réunissant musicologues, chercheurs et experts autour de questions telles que l’authenticité culturelle et l’utilisation d’instruments étrangers dans la musique africaine. Ce débat a notamment opposé la défense des instruments traditionnels africains à une approche plus ouverte intégrant des influences extérieures.
La 7ème édition a également rendu hommage à plusieurs grandes figures disparues, comme le musicien congolais Rapha Boundzeki, la chanteuse sud-africaine Miriam Makeba et l’icône afro-américaine Michael Jackson. La programmation artistique comprenait des représentations d’orchestres renommés, comme Les Bantous de la Capitale qui célébraient leurs 50 ans d’existence,.

### 2011:8eédition - Fespam 8
La 8e édition du Festival Panafricain de Musique (FESPAM), qui s’est tenue à Brazzaville en juillet 2011, portait le thème « Engagements artistiques et novations esthétiques pour la renaissance africaine ». Cette édition a débuté dans un climat de grande espérance avec une programmation riche, visant à promouvoir la diversité culturelle et musicale africaine. Cependant, la manifestation a été tragiquement marquée par un incident lors de la cérémonie d’ouverture au stade Félix Eboué : une bousculade a causé la mort de sept personnes et fait une trentaine de blessés, entraînant l’interruption prématurée du festival.
Malgré la gravité de cet événement, les organisateurs et partenaires ont exprimé leur volonté de poursuivre l’aventure du FESPAM. Cette édition comprenait également des activités parallèles, notamment le MUSAF (Marché de la Musique Africaine), des expositions d’instruments traditionnels au Musée panafricain de la musique, ainsi que le concours Miss FESPAM, véritable pont entre musique, beauté et mode,.

### 2013:9eédition - Fespam 9
La 9e édition, organisée en 2013, a marqué la reprise du festival après l’interruption de 2011. Placée sous le signe de la sécurité renforcée et de la continuité culturelle, elle s’est tenue dans une atmosphère de consolidation et d’enrichissement. Le thème de cette édition était « Les musiques africaines, vecteurs d'authenticité et facteurs d’intégration ». Le FESPAM a repris son rôle de vitrine panafricaine, accueillant artistes, chercheurs et mélomanes autour de concerts, colloques et symposiums. Les actes du colloque scientifique lié à cette édition ont été publiés, soulignant l’importance du festival non seulement comme espace festif, mais aussi comme centre de réflexion académique, contribuant à la valorisation et à la promotion des musiques africaines dans toute leur diversité.

### 2005:10eédition - Fespam 10
La 10e édition du Festival Panafricain de Musique (FESPAM) s’est tenue en 2005 à Brazzaville, République du Congo. Cette édition, bien que de courte durée, a connu une forte participation d'artistes africains et de la diaspora, confirmant l’engagement et la fidélité du public au festival. Le FESPAM, manifestation culturelle et scientifique biennale, vise la promotion de la musique africaine dans ses dimensions traditionnelle, moderne et religieuse. Pour cette édition, Manu Dibango et Yamina Benguigui ont été respectivement le parrain et la marraine,. Le festival a gardé son rôle structurant dans la valorisation des musiques africaines, en s’inscrivant dans un héritage culturel et politique remontant aux États généraux de la culture africaine des années 1950 à Paris et Rome. La 10ème édition a ainsi poursuivi cette mission d’unification et de rayonnement culturel du continent,.

### 2003:11eédition - Fespam 11
La 11e édition du Festival panafricain de musique (FESPAM) s’est tenue du 15 au 22 juillet 2003 à Brazzaville, en République du Congo. Cette édition, marquée comme une "édition de relance" après une période d’interruption, a réuni environ 800 artistes venus de 25 pays africains, avec plus de 3 000 participants. Le festival a renforcé son rôle de grand rendez-vous culturel panafricain, mettant en avant la diversité musicale du continent et sa diaspora. Le thème retenu pour cette édition était « Itinéraires et convergences des musiques traditionnelles et modernes », qui illustrait la volonté d’explorer les racines et l’évolution des musiques africaines dans une perspective contemporaine. Parmi les nombreux artistes programmés, on comptait des figures majeures telles que Manu Dibango, Youssou Ndour, Brenda Fassie, Koffi Olomidé, et Tiken Jah Fakoly.
Un événement symboliquement fort fut la reconnaissance internationale portée par l'inscription de la rumba congolaise sur la Liste représentative du Patrimoine culturel immatériel de l'humanité par l’UNESCO, renforçant ainsi la visibilité et la valorisation des musiques africaines traditionnelles.

### 2025:12eédition - Fespam 12
Le lancement national de cette édition s’est déroulé à Impfondo, dans le nord du Congo, symbolisant l’unité nationale et la valorisation des divers patrimoines culturels du pays. Le FESPAM a bénéficié du soutien de partenaires institutionnels tels que l’UNESCO et l’Organisation Internationale de la Francophonie.
La 12e édition du Festival Panafricain de Musique (FESPAM) s’est déroulée du 19 au 26 juillet 2025 à Brazzaville, république du Congo, dans un contexte marqué par des défis économiques. Placée sous le thème « Musique et enjeux économiques en Afrique à l’ère du numérique », cette édition a mis l’accent sur l’impact des nouvelles technologies sur la création, la diffusion et la valorisation des musiques africaines dans un environnement économique globalisé.
Organisée en format réduit en raison des contraintes économiques, la manifestation a néanmoins rassemblé plus de 1 000 artistes venus d’une douzaine de pays africains, notamment du Congo, de la république démocratique du Congo, du Sénégal, de l’Angola, de la Côte d’Ivoire, du Rwanda, et du Tchad. La programmation, riche et diversifiée, a couvert plusieurs genres musicaux allant de la rumba à l’Afrotrap, en passant par le gospel, le jazz et les musiques traditionnelles africaines.
La cérémonie d’ouverture, présidée par le président Denis Sassou-Nguesso a eu lieu au Palais des congrès de Brazzaville, accompagnée d’un spectacle mêlant tambours, danses et prestations musicales. Le festival a également inclus un symposium international réunissant experts et chercheurs pour débattre des transformations numériques du secteur musical, ainsi que des ateliers et master classes visant à explorer de nouveaux modèles économiques pour les artistes. Ces activités ont remplacé cette année le Marché de la Musique africaine (MUSAF) en faveur d’une diplomatie culturelle ambitieuse, portée par une jeunesse engagée, afin de renforcer la présence des cultures africaines dans le paysage numérique mondial et clôturée par le président de la République,.